# Coxcatlán (kommun i Mexiko, San Luis Potosí)
Coxcatlán är en kommun i Mexiko.   Den ligger i delstaten San Luis Potosí, i den centrala delen av landet, 230 km norr om huvudstaden Mexico City. Antalet invånare är 17 015. Arean är 89 kvadratkilometer.
Terrängen i Coxcatlán är huvudsakligen kuperad, men åt sydost är den platt.
Följande samhällen finns i Coxcatlán:
- Tazaquil
- Tampuchón
- Amaxac
- Comunidad Calmecayo
- Tepotzuapa Primera Sección
- Las Mesas
- Ajuatitla Primera Sección
- Moyotla
- Mahuajco
- San Andrés
- Tlapani
- Petlacoyo
- San Pablo Primero
- San Pablo Segundo
- Tlaxco
- Tioamel
- Coamila
- Totóatl
- Ixpatlach
- Cuilonico
- Maytla
- Picholco
- Barrio Tepetzintla Dos
- Ajacaco
- El Jopoy
- Los Jobos Primera Sección
- Sesecamel
- Ixtiamel